# Félix Van Campenhout
Félix Van Campenhout, né le 7 décembre 1910 et mort à une date inconnue, est un joueur de football international belge actif durant les années 1930. Il joue au poste d'attaquant.

## Carrière
Félix Van Campenhout fait ses débuts avec le FC Malinois en 1930. Après avoir fait l'ascenseur entre la Division d'Honneur et la Division 1 durant les années 1920, le club est parvenu à se stabiliser au plus haut niveau. Pour sa première saison chez les seniors, le joueur s'impose rapidement comme un titulaire dans l'attaque malinoise et mène l'équipe à une place de vice-champion de Belgique. Bien que cette performance ne soit pas rééditée par la suite, les bonnes prestations de Félix Van Campenhout lui valent d'être appelé à deux reprises en équipe nationale belge en 1931. Il poursuit sa carrière avec Malines jusqu'en 1939 quand le déclenchement de la Seconde Guerre mondiale met un terme à celle-ci.

## Statistiques
| Saison                | Club                  | Championnat           | Championnat | Championnat | Coupe(s) nationale(s) | Coupe(s) nationale(s) | Total | Total |
| Saison                | Club                  | Division              | M.          | B.          | M.                    | B.                    | M.    | B.    |
| 1930-1931             | FC Malinois           | Division 1            | -           | -           | 0                     | 0                     | 0     | 0     |
| 1931-1932             | FC Malinois           | Division 1            | -           | -           | 0                     | 0                     | 0     | 0     |
| 1932-1933             | FC Malinois           | Division 1            | -           | -           | 0                     | 0                     | 0     | 0     |
| 1933-1934             | FC Malinois           | Division 1            | -           | -           | 0                     | 0                     | 0     | 0     |
| 1934-1935             | FC Malinois           | Division 1            | -           | -           | -                     | -                     | 0     | 0     |
| 1935-1936             | FC Malinois           | Division 1            | -           | -           | 0                     | 0                     | 0     | 0     |
| 1936-1937             | FC Malinois           | Division 1            | -           | -           | 0                     | 0                     | 0     | 0     |
| 1937-1938             | FC Malinois           | Division 1            | -           | -           | 0                     | 0                     | 0     | 0     |
| 1938-1939             | FC Malinois           | Division 1            | -           | -           | 0                     | 0                     | 0     | 0     |
| Total sur la carrière | Total sur la carrière | Total sur la carrière | 1           | -           | -                     | -                     | 1     | 0     |

## Carrière internationale
Félix Van Campenhout compte deux convocations en équipe nationale belge, pour autant de matches joués. Il dispute son premier match avec les « Diables Rouges » le 11 octobre 1931 lors d'un match amical contre la Pologne qui constitue la première rencontre entre les deux pays. Il joue un second match le 6 décembre de la même année contre la Suisse. Ces deux matches sont remportés 2-1 par la Belgique.
Le tableau ci-dessous reprend toutes les sélections de Félix Van Campenhout. Le score de la Belgique est toujours indiqué en gras.
| Date       | Compétition  | Adversaire | Lieu      | Score | Remarque |
| ---------- | ------------ | ---------- | --------- | ----- | -------- |
| 11/10/1931 | Match amical | Pologne    | Bruxelles | 2-1   |          |
| 06/12/1931 | Match amical | Suisse     | Bruxelles | 2-1   |          |